# André Zeller
 (mars 2008).
Si vous disposez d'ouvrages ou d'articles de référence ou si vous connaissez des sites web de qualité traitant du thème abordé ici, merci de compléter l'article en donnant les références utiles à sa vérifiabilité et en les liant à la section « Notes et références ».
Pour les articles homonymes, voir Zeller.
 André Zeller, né le 1er janvier 1898 à Besançon et mort le 18 septembre 1979 à Paris, est l'un des quatre généraux français responsables de la  tentative de coup d’état fomentée à Alger en 1961 contre Charles de Gaulle. Il est condamné à quinze ans de détention criminelle, mais bénéficie d'une amnistie en 1968.

## Biographie
Né le 1er janvier 1898 à Besançon, André Zeller entre en classe préparatoire au collège Stanislas, à Paris, pour préparer le concours de l’École polytechnique, quand la Première Guerre mondiale est déclarée.

### Première Guerre mondiale
Il s'engage pour la durée du conflit en mai 1915, à seulement 17 ans, ayant fini par obtenir de guerre lasse l'autorisation de son père. Il fait ses classes de canonnier à Maisons-Alfort au dépôt du 59e régiment d’artillerie. Il est reçu au concours d'élève officier et rentre à l'école de l'artillerie de Fontainebleau le 25 juin. 
À la fin octobre, il est affecté au 8e régiment d’artillerie. Il participe aux combats de Verdun. Ainsi son groupe s'installe du 1er au 6 juin 1916 au calvaire d'Esnes à 1 500 m des Allemands en vue du Mort-Homme et y subit un incessant bombardement allemand. Il y gagne une citation à l'ordre du régiment. Il prend part au front de la Somme au côté du 20e corps d'armée avant d'être renvoyé six semaines en cours à Fontainebleau. 
Promu sous-lieutenant, André Zeller est affecté au 27e régiment d’artillerie qui fait partie du 1er corps d'armée. Il est désigné comme officier de liaison avec l'infanterie. De novembre 1916 à février 1917, il séjourne dans le secteur de Champagne. Transporté dans l'Aisne il assiste le 16 avril au début désastreux de la bataille du chemin des dames (anéantissement de deux des trois bataillons du 208e régiment d’infanterie, destruction en quelques minutes d'un groupe du 13e régiment d’artillerie ayant avancé fidèlement à l'ordre d'opération, incendie des chars du commandant Bossut à Berry-au-Bac).
Il participe à quatre batailles de l'offensive des Flandres entre le 31 juillet et le 23 octobre 1917. Le 1er décembre, il est de nouveau envoyé à Fontainebleau pour y suivre durant trois mois un cours de "commandants de batterie de la victoire". 
De retour le 23 mars 1918 au 27e régiment d’artillerie dans l'Aisne il est dépité d'être désigné à l'état-major du régiment comme officier de transmissions du régiment. Entre les 5 et 15 avril 1918 son régiment est mis à la disposition de la 151e division d’infanterie du général des Vallières engagée au nord de l'Ailette pour protéger son repli au sud de la rivière. Dans les derniers jours d'avril André Zeller est nommé lieutenant. 
Cantonné dans la région de Beauvais, il participe à des manœuvres de division. À la fin de celles-ci le 23 mai, le général Mignot commandant la 2e division d’infanterie explique que les Allemands s'essoufflent, qu'ils ne pourront renouveler leurs efforts de mars et d'avril, que la grippe met leurs unités sur le flanc, que le point critique est dépassé. Le 27 mai, les Allemands rompent le front français dans le secteur du chemin des dames tenu par la 6e armée. Le général des Vallières est tué. Le général Duchêne est limogé. C'est le début de la Seconde bataille de la Marne.
Du 28 mai au 2 juin, André Zeller découvre la guerre de mouvements et la pagaille des ordres successifs son unité ayant pour mission de barrer la route de Paris aux allemands. Il doit vite économiser le fil téléphonique, celui-ci étant abandonné à chaque mouvement du régiment. Installé avec le PC du régiment au château de Bourneville à Marolles pour faire face aux allemands maintenant sur l'Ourcq, André Zeller attrape la grippe espagnole. À moitié inconscient pendant trois jours, il mettra plusieurs semaines avant de s'en remettre complètement.
Après l'échec de l'ultime offensive allemande du 15 juillet en Champagne et sur la Marne, il participe du 18 au 28 juillet à la contre-offensive alliée victorieuse. Entretemps le 23 juillet, il quitte ses vingt téléphonistes pour être nommé commandant de batterie. Son unité passe ensuite à la 10e armée et erre au gré des ordres pendant une quinzaine de jours. Elle est engagée à partir du 15 août dans les violents combats de la bataille de l'Aisne à l'Ailette. 
Le 12 septembre son régiment est embarqué pour un secteur calme dans le Territoire de Belfort où il retrouve les paysages de sa jeunesse. Il obtient une permission de 8 jours pour assister aux obsèques de la plus jeune de ses sœurs emportée par la grippe espagnole. André Zeller retrouve son régiment en route pour le front de Lorraine et a la mauvaise surprise d'apprendre qu'il doit céder sa place de commandant de la 3e batterie à un lieutenant plus âgé. Le jour de l'armistice son régiment traverse Nancy devant une population en apparence indifférente. 
Le 19 novembre, il s'échappe en carriole avec deux lieutenants pour assister à l'entrée officielle à Metz et voir en début d'après-midi des troupes de la 10e armée, acclamées par une foule en liesse, défiler devant le général Pétain, nommé maréchal à midi, impassible sur son cheval blanc suivi du général Buat et de vingt-cinq officiers du GQG.  
André Zeller entre avec son régiment en Allemagne par la Sarre et défile le 14 décembre 1918 devant le général Mangin à Mayence puis passe sur la rive droite du Rhin et séjourne deux mois dans de petits villages du Taunus.

### Campagne de Cilicie
Le 20 février 1919 il rejoint, à contrecœur, le centre de préparation à Polytechnique mis en place à Strasbourg. À l'été, il échoue à l'examen d'entrée, mais reste dans l'armée et rejoint son régiment en garnison à Saint-Omer puis à Bailleul. Il est ensuite affecté au 60e régiment d’artillerie à Strasbourg.
En juillet 1920, il est désigné pour un théâtre d'opération extérieur. Il choisit le Levant de préférence au Maroc. Avant de partir, il assiste en Basse-Alsace aux cérémonies du cinquantenaire des combats de 1870.
André Zeller s'embarque le 22 novembre 1920 sur le cargo Jérusalem manœuvré par un équipage russe blanc. Huit jours plus tard il débarque à Beyrouth siège du quartier général de l'Armée du Levant. Il reçoit sans plaisir son ordre d'affectation à la 2e section mixte de munitions. Après une semaine de conférences au cercle militaire, il prend le train et rejoint le 8 décembre le quartier général de la deuxième division du Levant à Alep, puis le 12 décembre la station de chemin de fer de l'oued Sadjour.
Au sein du convoi-navette qui approvisionne les troupes du colonel Andréa engagées dans le siège d'Aïntab, il a sous son commandement pour le transport des munitions : 250 hommes, 100 voitures araba et 350 chevaux et mulets. 
Après le départ du général Goubeau et des éléments de la quatrième division du Levant qui ont pendant trois semaines renforcé le siège d'Aïntab, André Zeller est nommé au commandement d'une batterie de 75, la 3e batterie du 273e régiment d'artillerie.
Il participe au début de l'année 1921 au siège et à la prise aux Turcs d'Aïntab. Dans la suite de l'année 1921, il mène diverses opérations le long de l'Euphrate.

### Entre-deux-guerres
Promu au grade de capitaine en 1928, il est admis à l'École supérieure de Guerre en 1931. Il sert à l'état-major du 19e corps à Alger en 1935. Commandant en 1938, il est chef de la mission française des transports en Belgique auprès du roi des Belges.

### Seconde Guerre mondiale
Il est à Bruges le 27 mai 1940, au moment de la reddition de l’armée belge. Échappant à l'encerclement à Dunkerque, il embarque le 29 mai 1940 sur un chasseur de sous-marins français à La Panne, entre Dunkerque et Nieuport. Après un bref séjour à Londres et revenu en France, il est nommé « régulateur général » de la VIIe armée (général Frère) au début de juin.
Muté sur sa demande en Afrique du Nord, il arrive à Alger le 26 septembre 1940 comme « Directeur militaire des transports ». Promu Lieutenant-colonel en août 1942, il devient chef d’état-major du général Mast, commandant la division d’Alger, quelques jours avant le débarquement des Alliés en Afrique du Nord. Chef de l’état-major de la Division de marche d’Alger, il participe à la campagne de Tunisie de novembre 1942 à mai 1943.
De décembre 1943 à juillet 1944, il est sous-chef d’état-major du Corps expéditionnaire français en Italie commandé par le général Juin. Le 16 août 1944, à l’état-major du général de Lattre, commandant de l’armée B, il débarque sur les côtes de Provence et prend peu après le commandement de l’artillerie de la 3e D.I.A. puis de la 1re D.B. avec laquelle il mène les combats des Vosges, participe à la « course au Rhin » et à la réduction, au début de 1945, de la poche de Colmar.

### Guerre d'Algérie
Directeur de l’Artillerie et commandant en second l’École de guerre, il est promu général de brigade en 1946, puis nommé inspecteur de l’artillerie. Général de division en 1950, commandant la 3e région militaire à Rennes de 1951 à 1955, il est appelé au poste de chef d’état-major de l’armée par le général Koenig, ministre de la Défense et des Forces armées, en 1955, et prend rang de général de corps d’armée. Il démissionne de son poste en février 1956 pour protester contre une diminution d’effectifs en Algérie décidée par le gouvernement. Le 19 décembre 1957, il est nommé général d’armée dans la 2e section des officiers généraux de l’armée de terre. Réintégré dans la 1re section le 1er juillet 1958, après le retour au pouvoir du général de Gaulle, il reprend ses fonctions de chef d’état-major de l’armée qu’il conserve jusqu’au 1er octobre 1959, date à laquelle il passe définitivement en deuxième section.

#### Putsch des généraux
Il participe au Coup d'État d'Alger du 21 au 25 avril 1961 avec les généraux Challe et Jouhaud, bientôt rejoints par le général Salan. Chargé des affaires économiques et financières, il n'a tout au plus qu'un mois de ressources pour payer les soldes des putschistes. Caché un moment à Alger après son échec, destitué, il se rend le 6 mai 1961 au général de Belenet, à Alger, est incarcéré à la prison de la Santé. Comme le général Challe, il est condamné à quinze ans de détention criminelle et à la privation de ses droits civiques par le Haut Tribunal militaire après que le procureur de la République, Antonin Besson, eut refusé de requérir la peine de mort exigée par Edmond Michelet, ministre de la Justice. Interné à la maison de détention de Clairvaux puis à celle de Tulle, il est libéré en juillet 1966 et amnistié en 1968.
Il meurt à Paris le 18 septembre 1979. Sa tombe se trouve au cimetière de Menetou-Salon. Son épouse née Élisabeth Siméon est morte centenaire en 2009.

## Publications
André Zeller est l’auteur de plusieurs ouvrages :
- Les Hommes de la Commune, Éditions Perrin, 1969
- Dialogues avec un lieutenant, Plon, 1971
- Dialogues avec un colonel, Plon, 1972
- Dialogues avec un général, Presses de la Cité, 1974
- Soldats perdus, des armées de Napoléon aux garnisons de Louis XVIII, Éditions Perrin, 1977
- Journal d'un prisonnier, Tallandier, 2014[6]

## Décorations
|  |  |  |  |
|  |  |  |  |
|  |  |  |  |

Intitulés
- Grand officier de la Légion d’honneur,
- Croix de guerre 1914-1918,
- Croix de guerre 1939-1945,
- Croix de guerre des Théâtres d'opérations extérieurs,
- Croix de la Valeur militaire,
- Croix du combattant volontaire 1914-1918,
- Croix du combattant,
- Médaille coloniale,
- Médaille commémorative de la campagne d'Indochine,
- Grand'croix de l'Ordre de Georges Ier (Grèce) (5 février 1959)
- Titulaire de dix citations et de plusieurs décorations étrangères.

## Livres
- Le procès des Généraux Challe et Zeller - Texte intégral des débats, Nouvelles Éditions Latines, Paris, 1961